# Stift Niedermünster
Das Stift Niedermünster unweit des Regensburger Doms ist wie das ebenfalls in der Zeit der Karolinger entstandene Stift Obermünster ein ehemaliges Kanonissenstift in Regensburg und war als Reichsabtei Niedermünster im Bayerischen Reichskreis vertreten.

## Lage
Das Stift Niedermünster liegt in der heutigen Regensburger Altstadt in der Niedermünstergasse 6, etwas nördlich vom Alten Kornmarkt, nahe dem Regensburger Dom und der ehemaligen Dompfarrkirche St. Ulrich. Nicht weit entfernt ist der ebenfalls in dieser Zeit entstandene sogenannte 28 m hohe Römerturm, der ebenfalls in der Zeit der Karolinger erbaut wurde und als Zufluchtsort bei Gefahr, oder als Schatzkammer, Münzstätte oder Archiv gedient haben könnte.

## Geschichte

### Vom Klosterstift zur Reichsabtei
Das Maria Himmelfahrt und dem St. hl. Erhard geweihte Stift wurde vom letzten baierischen Herzog aus dem Geschlecht der Agilolfinger. Tassilo III. vor seiner Abdankung im Jahr 788 gegründet und wurde 889 erstmals erwähnt.
Die Agilolfinger hatten am Ende des 6. Jahrhunderts das von den Römern verlassene Legionslager Castra Regina als Hauptstadt gewählt. Im nordöstlichen Bereich des Legionslagers, dem heutigen Areal des Alten Kornmarktes, fanden sich geeignete Gebäude, die man als Residenz ausbauen konnte und die von den mächtigen Mauern des ehemaligen Legionslagers geschützt und von Brunnen mit Wasser versorgt wurden. Nördlich anschließend an die Residenz wurden nach 700 n. Chr. zwei römische Profangebäude überbaut mit einer steinernen Herzogskirche als Saalkirche mit Rechteckchor. Diese Kirche war die erste Bischofskirche in Regensburg und entstand anlässlich der Grablege des heiligen Erhards in einer Grabstätte an der Nordwand, die bis heute in ihrer Lage unverändert blieb.
Zusätzlich entstanden Gebäude für ein Frauenstift, das sich zu einem der wichtigsten Frauenstifte des Heiligen Römischen Reichs entwickelte. Zur Zeit von Karl dem Großen entstand um 800 eine neue, wesentlich größere Kirche, die dem gegründeten Frauenstift als Stiftskirche dienen sollte. Auch diese Kirche war eine Saalkirche mit Rechteckchor und mit einem westlichen Vorbau in der Art einer Vorkirche. Unter Herzog Heinrich I von Bayern und seiner Ehefrau Judith entstand von 922 bis 955 die zweite Damenstiftskirche, deren Fertigstellung der Herzog aber nicht mehr erlebte. Herzog Heinrich wurde, wie später (985) auch seine Ehefrau Judith vor den Stufen des Hochaltars beigesetzt.
Nach dem Tod ihres Ehemannes führte Judith den Kirchenbau zum Ende. Die neue Kirche hatte die Ausmaße der heutigen Kirche und zeugte als dreischiffige Pfeilerbasilika mit Ostquerhaus und drei Apsiden von der engen Beziehung zwischen dem bayerischen Herzogtum und dem Damenstift.
Dementsprechend machte Judith dem Damenstift reiche Zuwendungen, trat 973 selbst in das Stift ein und stand dem Stift bis zu ihrem Tode 987 als Äbtissin vor. Sie gilt damit als die eigentliche Gründerin des Stifts Niedermünster. Die Grabungsbefunde im Untergeschoss der Kirche lassen erkennen, dass alle vier Kirchbauten, einschließlich der heutigen Kirche in ihren Abmessungen und Gestaltungen zwar verschieden sind, dass jedoch die Fluchtlinie der Nordmauer beibehalten wurde, bedingt durch das in der Mauer verankerte und mit einem römischen Sarkophagdeckel bedeckte Grab des hl. Erhard, das durch Aufmauerung mit Bruchsteinen auf das erheblich angestiegene Bodenniveau angehoben wurde. Der antike Sarkophag des hl Erhard befindet sich weiterhin am ursprünglichen Standort, mehrere Meter tief unter dem Bodenniveau des Kirchenschiffs. Er wurde erst 1963 zusammen mit weiteren bayerischen Herzogsgräbern und mit den Fundamenten des römischen Legionslagers Castra Regina entdeckt und im Rahmen des document niedermünster zugänglich gemacht.
Das Stift wurde 1002 durch Heinrich II. als Reichsabtei Niedermünster zum Reichsstift erhoben. Im 11. Jahrhundert erlebte das Stift zudem eine kulturelle Blüte, die sich noch heute an zahlreichen erhaltenen Kunstwerken wie dem Giselakreuz und dem Uta-Codex ermessen lässt. Als Reichsabtei musste Niedermünster einen Beitrag zur Versorgung des Kaisers bei seiner Anwesenheit in Regensburg in Form eines servitium regis leisten. Dieses betrug bis 1073 die Ablieferung von 60 Schweinen. Aufgrund der Intervention der Äbtissin Gertrud reduzierte Kaiser Heinrich IV. diese als drückend empfundene Abgabe auf 40 Schweine; im weiteren Verlauf wurde diese Naturalabgabe in eine Geldzahlung von 10 Pfund Regensburger Pfennig umgewandelt und 1218 durch König Friedrich II. völlig erlassen.
Die Reichsunmittelbarkeit des Stifts wurde 1216 durch Friedrich II. bestätigt und die jeweilige Äbtissin hatte Sitz und Stimme auf der Prälatenbank des Reichstages. Die Entwicklung bis zur Säkularisation 1803 verlief ohne besondere Höhepunkte in ruhigen Bahnen. 1802 wurde das Klosterstift der Administration des Fürstentums Regensburg, regiert von Karl Theodor von Dalberg  unterstellt und mit Auflösung des Fürstentums 1810 in das Königreich Bayern eingegliedert und säkularisiert. Nach 1821 diente das Stift als bischöfliche Residenz und als Ordinariat. Die Kirche wurde zur Dompfarrkirche.

### Nach der Säkularisation
Ab 1820 wurde das Stift teilweise vermietet. 1821 bekam der Bischof Räume als Wohnung zugewiesen, auch das Ordinariat wurde in Räume des ehemaligen Stifts verlegt.

## Äbtissinnen von Niedermünster
| - Hiltigard 889/91 - (Wildrade 900–928) - (Tutta I. 928–942) - (Himetrade 942–vor 974) - Judith von Bayern 974–986/7 - (Richenza 990–994?) - Uta I. vor 990–1025 - Kunigunde nach 1025–vor 1040 - Eilka I. vor 1040 –nach 1054 - Gertrud I. belegt 1073 - Mathilde I. 1074–vor 1088 - Eilka II. von Schweinfurt nach 1088/1089 - Uda II. (von Marburg/Marburg) 1089–1103 - Richiza I., secunda fundatrix ?1100 - Kunigunde II. von Kirchberg vor 1175–1177 - Tuta I. um 1180 - Richiza II. von Zollingen um 1200 - Perhta um 1200 - Tuta II. ca. 1215–1218 - Fridrun (von Falkenstein) ca. 1224 - Hildegard (von Kirchberg) ca. 1231–1248 - Tutta III. (von Dalmässing) 1239–1242 - Willbirg von Lobsingen ca. 1253–1259 | - Gertrud II. de Lapide (von Stein) ca. 1262–1270 - Hedwig von Kropf ca. 1272–1291 - Kunigunde IV. Hainkhoverin 1285–1300? - Adelheid II. von Freudenberg ca. 1293–1304 - Irmgard von Köfering ca. 1305–1308 - Euphemia von Winzer ca. 1311–1334 - Elisabeth I. von Eschen ca. 1334–1340 - Petrissa von Weidenberg 1342–1353 - Margarethe Gastl von Altenburg 1353–1365 - Elisabeth II. von Rain 1365–1391 - Sophia von Daching 1391–1410 - Katharina I. von Egloffstein 1410–1413 - Barbara I. von Hof 1413–1417 - Herzenlaut (Cordula) von Wildenwart 1417–1427 - Osanna von Streitberg 1427–1444 - Ursula von Tauffkirchen 1444–1448 - Ottilia von Absberg 1448–1472 - Agnes von Nothafft zu Wernberg und Runting 1472–1520 - Barbara II. von Ahaim zu Wildenau 1520–1569 | - Anna II. von Kirmreuth 1569–1598 - Catharina II. Scheuflin 1598–1605 - Eva von Urhausen 1605–1616 - Anna Maria von Salis 1616–1652 - Maria Margarethe von Sigertshofen 1652–1674 - Maria Theresia von Muggenthal 1675–1693 - Regina Recordin von Neun und Hamberg 1693–1697 - Johanna Franziska Sibylla von Muggenthal 1697–1723 - Maria Katharina Helene, Gräfin von Aham-Neuhaus 1723–1757 - Maria Anna Katharina Freifrau von Dücker-Haslau 1757–1768 - Maria Febronia Elisabeth Spätt von Zwifalten 1769–1789 - Maria Franziska Xaveria Josepha, Gräfin von Königfeld 1789–1793 - Maria Violanta, Freifrau von Lerchenfeld-Premberg 1793–1801 - Maria Helena, Gräfin von Freien-Seiboltsdorf 1801–1815 |

## Bauwerke

### Profangebäude
Unter der Niedermünsterkirche befindet sich das document niedermünster, das in fotorealistischen, dreidimensionalen Rekonstruktionen den Originalbefund des römischen Regensburg mit dem Lager der Legio III Italica, den ersten sakral genutzten Bau aus römischem Steinmaterial, die Kirchenbauten der Karolingerzeit sowie der Ottonik, die Herzogsgräber und die Grabstelle des Heiligen Erhard im Vergleich mit dem realen Gang durch die Ausgrabungen zeigt.

### Sakralgebäude
Die Niedermünsterkirche wurde 1152 nach dem Brand eines vermutlich bereits um 700 zu Zeiten von Herzog Theodo II. bestehenden Kirchengebäudes im romanischen Stil neu errichtet. Seit 1821 wird sie als Dompfarrkirche genutzt.

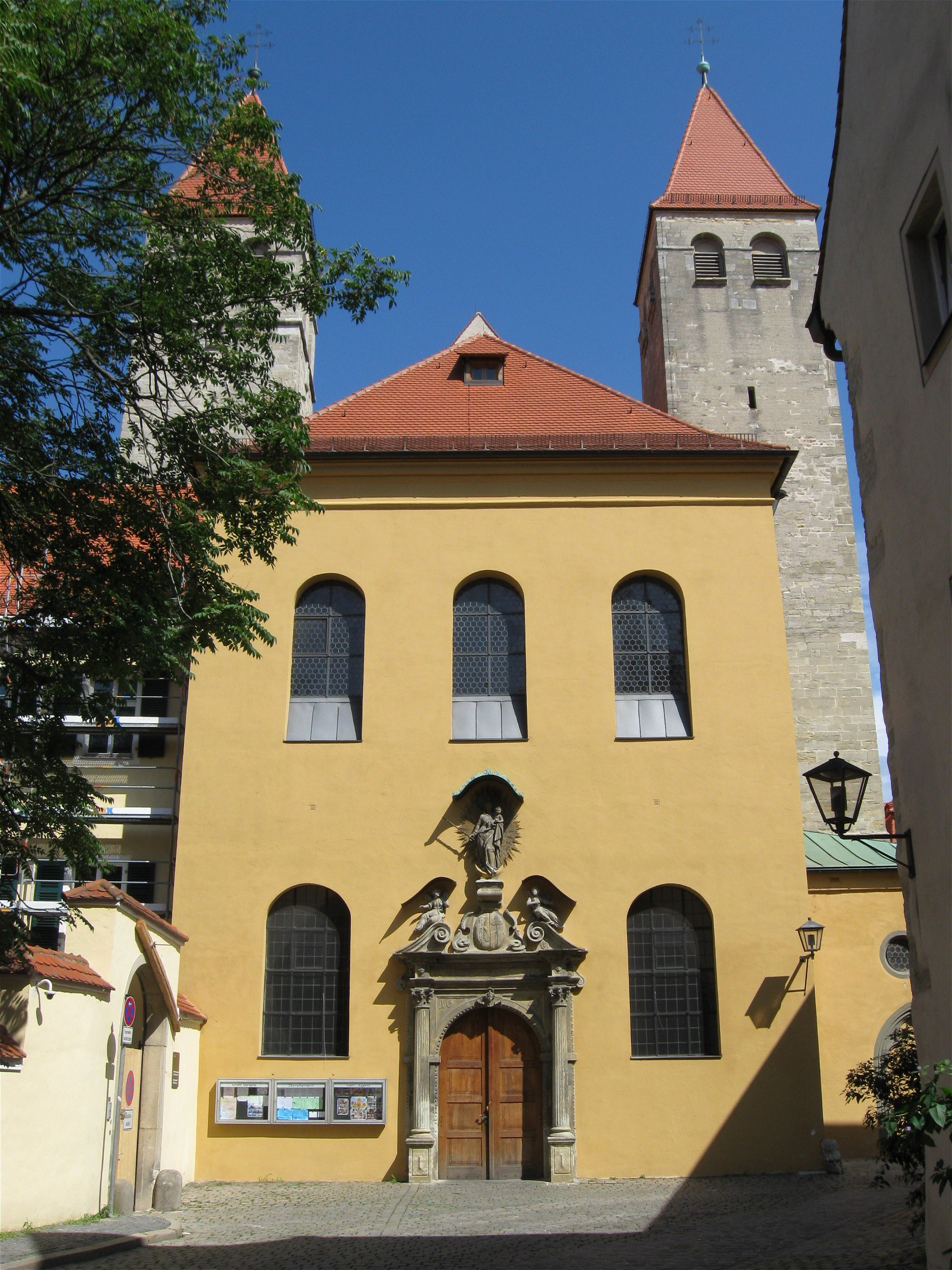
Portalseite der Niedermünsterkirche